# Johannes Wislicenus
Johannes Adolf Wislicenus (Querfurt, 24 de junho de 1835 — Leipzig, 5 de dezembro de 1902) foi um químico alemão. Participou do Congresso de Karlsruhe de 1860. Recebeu a Medalha Davy de 1898. 

## Pesquisa
No final da década de 1860, Wislicenus dedicou sua pesquisa à química orgânica. Seu trabalho sobre os ácidos lácticos isoméricos de 1868 a 1872 resultou na descoberta de duas substâncias com propriedades físicas diferentes, mas com uma estrutura química idêntica. Ele chamou essa diferença de "isomerismo geométrico". Mais tarde, ele promoveria a teoria de J. H. van't Hoff do átomo de carbono tetraédrico, acreditando que ela, juntamente com a suposição de que existem "forças especialmente dirigidas, as energias de afinidade", que determinam a posição relativa dos átomos na molécula, forneceu um método pelo qual o arranjo espacial dos átomos em casos particulares pode ser determinado por experimento. Em Würzburg, Wislicenus desenvolveu o uso do acetato de etila acetato em síntese orgânica. No entanto, ele também foi ativo em química inorgânica, encontrando uma reação para a produção de azida de sódio. Ele foi o primeiro a preparar ciclopentano em 1893.

## Doutorandos
- Haruthiun Abeljanz
- Carl Bosch
- Carl Hagemann
- Arthur Rudolf Hantzsch
- Alfred Lottermoser
- Phokion Naoúm
- William Henry Perkin, Jr.
- Julius Tröger

## Publicações selecionadas
Livros:
- Regnault-Strecker’s kurzes Lehrbuch der Chemie. Neu bearbeitet von Wislicenus, 2 Bände, Vieweg, Braunschweig 1874, 1881, Volume 1 Anorganische Chemie, Volume 2 Organische Chemie, (Digitalisat der älteren Ausgabe von 1851)
  - Volume 1, Anorganische Chemie. 9., neu bearb. Aufl. / von Johannes Wislicenus. 1877

Ensaios:
- com W. Heintz: Über ein basisches Zersetzungsprodukt des Aldehydammoniaks, Annalen der Physik und Chemie, Volume 105, 1858, S. 577–579
- Studien zur Geschichte der Milchsäure und ihrer Homologen, Justus Liebigs Annalen der Chemie, Volume 125, 1863, S. 41–70, Volume 133, 1865, S. 257–287, Volume 146, 1868, S. 145–161
- Synthetische Untersuchungen über die Säuren der Reihe CnH2n (CO {\displaystyle \cdot } OH)2, Annalen der Chemie, Volume 149, 1869, S. 215–224
- com A. Fick: On the origin of muscular power, Philosophical Magazine., 4th Series, Volume 31, 1866, S. 485–503
- Über die isomeren Milchsäuren, Annalen der Chemie, Volume 166, 1873, S. 3–64
- Über die optisch-activen Milchsäuren der Fleischindustrie, die Paramilchsäure, Annalen der Chemie, Volume 167, 1873, S.  302–346
- Über Acetessigestersynthesen, Annalen der Chemie, Volume 186, 1877, S. 161–228
- Über Vinyläthyläther, Annalen der Chemie, Volume 192, 1878, S. 106–128
- Spaltung der Acetessigester und seiner Alcylsubstitutionsproducte durch Basen, Annalen der Chemie, Volume 190, 1878, S. 257–281
- Ueber die räumliche Anordnung der Atome in organischen Molekülen und ihre Bestimmung in geometrisch-isomeren ungesättigten Verbindungen, Abhandlungen der mathematisch-physischen Klasse der Königlich Sächsischen Gesellschaft der Wissenschaften, Math.-Physikal. Klasse, Leipzig 1887, S. 1–78
- Untersuchungen zur Bestimmung der räumlichen Atomlagerungen, Annalen der Chemie, Volume 246, 1888, S. 53–96, Volume 248, 1888, S. 281–355, Volume 250, 1889, S. 224–254
- Über Ringketone, Annalen der Chemie, Volume 275, 1893, S. 309–382